# Županija Västra Götaland
Županija Västra Götaland (šved. Västra Götalands län) županija je na zapadnoj obali Švedske. S populacijom od 1 550 000 žitelja (17% ukupnog stanovništva u Švedskoj) na drugom je mjestu među švedskim županijama po napučenosti, a na petom po veličini ozemlja koje obuhvaća. Glavni grad je Göteborg.      
Västra Götaland graniči sa županijama Värmland, Örebro, Östergötland, Jönköping Halland, te s norveškom županijom Østfold.
Nastala je ujedinjenjem županija Gothenburg i Bohus, Älvsborg i Skaraborg 1998. godine. 

## Općine u Županiji
Županija je podijeljena na četrdeset i devet manjih administrativnih jedinica - općina ili naseljenih zona (šved. kommuner).
| - Ale - Alingsås - Åmål - Bengtsfors - Bollebygd - Borås - Dals-Ed - Essunga - Falköping - Färgelanda | - Grästorp - Götene - Gothenburg - Gullspång - Härryda - Herrljunga - Hjo - Karlsborg - Kungälv - Lerum | - Lidköping - Lilla Edet - Lysekil - Mariestad - Mark - Mellerud - Mölndal - Munkedal - Öckerö - Orust | - Partille - Skara - Skövde - Sotenäs - Stenungsund - Strömstad - Svenljunga - Tanum - Tibro - Tidaholm | - Tjörn - Töreboda - Tranemo - Trollhättan - Uddevalla - Ulricehamn - Vänersborg - Vara - Vårgårda |

Gradovi: Lödöse.